# 月野ゆりあ
月野 ゆりあ（つきの ゆりあ、1997年5月5日 - ）は、日本の元AV女優。ARMプロモーション所属。

## 略歴・人物
長野県出身。2016年12月、SODクリエイトのレーベル「青春時代」から専属女優としてデビューした、スレンダー体型のロリ系AV女優。趣味は読書、特技は水泳・茶道。
AV女優を志したのは「自分の変態レベルを上げたい」というのが理由で、自ら応募した。
2018年9月6日、自身のツイッター上でARMプロモーションを辞しAV活動を引退したと発表。

## 出演作品

### アダルトDVD
2016年
- 「Hがしたくて我慢出来ないんです」 月野ゆりあ 19歳 SOD専属AVデビュー（12月22日、SODクリエイト）

2017年
- 「私にもっと色んなHを教えてください」 月野ゆりあ 19歳 コスプレ×初めて尽くし4本番（1月19日、SODクリエイト）
- 「ずっと中出しSEXに憧れていました」月野ゆりあ 19歳 中出し解禁（2月16日、SODクリエイト）
- ハメ撮りテストシュート AVデビュー直前の素人娘がカメラの前で見せる素のSEX（3月18日、SODクリエイト）
- 「女の子と2人っきりで、責められたい」月野ゆりあ 19歳 レズ解禁 JKレズ監禁ごっこ（3月18日、SODクリエイト）
- 大切なボクの彼女が大学の新歓コンパでお持ち帰りされて処女貫通式で中出しまでされていた…（5月3日、Mr.michiru）
- セックス妄想に取り憑かれ、自慰行為に耽り続ける黒髪のお嬢様は、鬼畜集団の罠に堕ちた…。 「これ以上責められたら、わたし本当に壊れます…あゝ濃くて熱いのがまた出された…お口も、顔も、アソコも白く汚されて、もう頭の芯が犯されて何も考えられません…」（5月13日、オーロラプロジェクト・アネックス）
- 「妊娠に興味があります…」 超カワ、素直すぎっ娘! アヘ洗脳&ピルなし中出しで「もっと!」おねだりしながら、泣きイキ!（5月13日、ジェントルマン）※「ゆりあ」名義
- マジックミラー号 「早漏に悩む男性の暴発改善のお手伝いしてくれませんか?」 病院近くで声をかけた心優しいナースが敏感チ♥ポを励まし互いに何度も気持ちよくなる連続射精SEX!! 8（5月18日、SODクリエイト）※「みき」名義
- マジックミラーの向こうには大好きなお母さん… 思春期の年ごろな娘&新しいお父さんが2人っきりでこっそりエッチなオイルマッサージにチャレンジ! オイルを弾くほどの若い娘の生マ○コ素股に暴発寸前の義父チ○ポがズブっと挿入!? お金のためならそこまでやるの!? 2（6月2日、ディープス）※「ゆり」名義
- 敏感乳首の、いけない遊び 「わたし小父さんが好きなの…だって、いつも遊んでくれるし」 「なんだかムズムズするような気持ちいいコトしてくれるし…あれ?今日は小父さんが多いね…皆でわたしと遊んでくれるのかな?」（6月13日、オーロラプロジェクト・アネックス）
- 拘束クラッシュ M覚醒（6月19日、ドグマ）
- 固定バイブだるまさんが転んだ 5（6月25日、はじめ企画）※「ゆり」名義
- 最強属性 11（6月30日、最強属性）
- メスころがし（7月7日、h.m.p）
- 校則が厳しい超お嬢様女子校は見た目は清楚だけど実はヤリマンだらけ!! 非常勤講師として行った先がお嬢様女子校!黒髪の乙女の花園と思いきや、清楚な見た目とは反して女子たちはみんなヤリマン!小中高と女子校育ちの反動でセックス大好き女子に!だから学校で唯一の男であるボクをあの手この手でイタズラ誘惑してくるので勃起しまくり授業どころではありません!そんな勃起で火が着いたのか次々と誘ってくる女子たち!（7月7日、Hunter）
- 突然の夕立ちに傘もない妹の友達たちが僕の家に駆け込んできた…!ビショビショに濡れた制服の下からのぞく未発達の身体に興奮した僕は… 3（7月7日、DOC）
- 〜3Pヘブン〜 旅館のアルバイトJKの2人は、宿泊客と競ってセックスしまくり、ヌキまくっているヤリまん娘だった…。（7月13日、オーロラプロジェクト・アネックス）
- すっかり汚いオッサンになってしまったワイの前に、学生時代の清廉な姿形そのままで現れた片想いの女子校生。 あの頃君に妄想していたことをフルコース実行! ズッコズコにハメまくりドM調教してしまいました。（7月19日、ドグマ）
- 濡れてないのに即挿入懇願!! 『わたしばっかりイってごめんなさい』 エッチを覚えたてでエッチに対して興味津々の年下の幼馴染女子(※ボクをお兄ちゃんと慕っている)が超無防備でスキだらけの格好でボクの家にやってきてはボクのチ○ポを露骨に求めてくる。当然、ボクは小さい頃から知っている妹のような幼馴染とエッチするのは恥ずかしいから全力で嫌がるのだが無防備姿で超密着されたら体は反応してしまいフル勃起! 想像をはるかに上回るボクのデカチンに彼女の我慢は限界!! 濡れてないのに即挿入懇願!!腰を振り始めて喘ぎまくり! しまいには「わたしばっかりイってごめんね!」と言っては何度も何度もイキまくり!!当然、ボクも何度も中に出してしまいました!!（7月19日、Hunter）
- 脚固めで密着最深セルフイラマチオ 2 〜とろける程に1つになると連続射精が可能に〜（7月21日、SEX Agent）
- AV半外半中出しデビュー（7月25日、豊彦企画）※「綾宮さくら」名義
- 飼いならし。 この無垢であどけない真っ白な娘を…僕だけの色で汚したい（7月28日、REAL）
- 街行くJKに「ヤって!TRY」 アナタの理想のチ○ポ描いて下さい!! 2（8月4日、DOC）※「はるか」名義
- 投稿露出天国 ゆりあ(21歳) 【本物】真性ドМ露出狂娘の生き恥晒す羞恥アクメ映像!!（8月7日、山と空）※「ゆりあ」名義
- 寸止めレズ痴漢 4 真夏の増量版 敏感なクリ弄りと乳首責めで焦らされ発情する女子高生（8月10日、ナチュラルハイ）
- 田舎のお嬢様学校の女子校生をさらってレ○プ、射精直前に「お前より可愛い娘を今すぐ電話で呼ばないと中出しするぞ」と脅して友達を連れてこさせてその娘もレ○プ、そして結局全員にナマ中出し! 50人FINAL（8月10日、サディスティックヴィレッジ）※「ユリア」名義
- 極上のフェラチオ ED治療で8人のナースが施術/AV研究会のJK9人が実践/3人の女ADが小遣い稼ぎにロケで学んだ技を披露 完全撮り下ろし 合計20名! 2枚組6時間（8月10日、サディスティックヴィレッジ）
- 闘昆戦隊インセクターファイブ Vol.02 イエロー編（8月11日、GIGA）
- 彼女が出した縛り無き欲望の答え（8月11日、バルタン）
- な、なんと朝起きたら女体化していた! 女になったオレを見てフル勃起した弟に犯され何度も牝イキしてしまった切なすぎるオレの話。（8月11日、ゲッツ!!）
- 温泉好きOLがスパリゾートと勘違いして乱交OK混浴温泉に入ってきてしまい待ち伏せ中のワニに痴漢され羞恥興奮し…（8月11日、ゲッツ!!）※「ゆりあ」名義
- 親友の奥さんがホットパンツ食い込み尻で誘惑してきたので…（8月11日、ゲッツ!!）
- 発射後もしゃぶられ続ける大掃除フェラチオ 〜連発狙いのスッポン女がチ●ポを放してくれない〜（8月18日、SEX Agent）
- 羞恥 新入生 発育健康診断 2017 AV OPENエディション（9月1日、サディスティックヴィレッジ）※AV OPEN 2017 乙女部門エントリー作品
- 女子高生マシンバイブ 黒髪優等生をマシンで調教したら、口から泡を吹いているのに腰をくねらせチ○ポをおねだり（9月7日、サディスティックヴィレッジ）
- 完全拘束・完全支配強制イラマチオ（9月8日、REAL）
- ガチナンパ! 素人さんにお願いしまくって生パン見せてもらった後に素股までさせてもらっちゃいました。 全員!中出しSEX!SP（9月15日、ピーターズ）
- 公衆便所 美人トイレ清掃員 膣内放尿中出し痴漢（9月19日、アパッチ）
- 縄・女囚拷問（9月20日、ドグマ）
- 極 精液便女 IV（9月23日、RASH）
- マジックミラー号 10代水着女子限定! 豪華撮りおろし2タイトル収録8時間! 真夏のビーチで見つけた水着美女 総勢15人全員本番成功スペシャル!（10月5日、SODクリエイト）※「ゆりあ」名義
- 素人娘は射精(だ)しても射精(だ)しても止めてあげない! 知人男性のチ○ポを素手・お口で連続ザーメン発射! 2 恋人以外の男女限定15名 恥ずかしいけどもっと射精(だ)して! Hな手コキ・フェラでたっぷり4時間SP（10月5日、SODクリエイト）
- 素人娘 初めての腰ふりディルドオナニー 2（10月6日、OFFICE K'S）
- トリプル痴女 下半身ハーレム3点責め（10月6日、OFFICE K'S）
- 友達2人でセンズリ見てたら興奮しちゃった素人娘たち 2（10月6日、虎堂）
- 街角素人ナンパ チ●ポを洗うだけのお仕事だったのに… 発情しちゃってSEXしちゃった若妻たち 撮り下ろし4時間半（10月6日、セニョーラ）
- ［絶滅危惧種］ 日本DQN家族宅探訪 父娘近親相姦魑魅魍魎…（10月13日、FIRST STAR）
- コンドームなしでエッチな状況になったらどうなるのかをモニタリング ずっと片思いだったクラスメイトに告白! 「ゴムを付けないと赤ちゃんが出来ちゃうって先生が言ってたよ…」　女子○生の抱きつきエッチに発射してもマ○コの中でずっと勃起! 生ハメ生中出し21連発!（10月19日、SODクリエイト）※「さくら」名義
- 変態病棟肛門科 V（10月19日、グローリークエスト）
- 青いアナル 4人目 尻の穴はもう一つの処女膜だ（10月19日、キチックス）
- 素人男女観察! モニタリングAV 義理の兄妹の絆を徹底検証!! 義理の兄妹はエッチなミッションをしても、最後まで兄妹でいられるのか？ミッションクリアで賞金! ミッションはハグ、ポ○キーゲーム、ほっぺにチュー、裸を見せ合うなど、過激さが増すとミッションクリアでゲットできる賞金が増える! 賞金目当てに過激ミッションをチョイスし興奮してしまった義兄妹は、兄妹の一線を超えてエッチまでしてしまうのか!?（10月19日、お夜食カンパニー）
- 咀嚼 そしゃく（10月20日、OFFICE K'S）
- お姉ちゃんの彼氏を寝取っちゃうふしだらな妹! 彼氏のヤグられ現場に遭遇しちゃった姉と妹でチ○ポの奪い合い! 射精しても姉妹マ○コ全てに中出しするまで終わらないノンストップSEX!（10月20日、OFFICE K'S）
- SEXを妄想しながらバイノーラル淫語オナニー（10月20日、虎堂）
- 聖アナル少女A 「私のお尻は今日から義父の玩具になりました」（10月27日、FIRST STAR）
- 母娘失格 娘のアイドルデビュー契約をチラつかされ3P和姦 母汁と娘汁が狂い噴くクレイジー親子丼（11月10日、ホットエンターテイメント）
- 小便漏らしアイドル 引き裂きアナル拷姦（11月13日、ヴィ）
- ニーハイ女子校生と男はボク1人の王様ゲーム!! 田舎から都会の学校に転校したら、クラスに男はボク1人!! しかも周りは全員『黒ニーハイ』のマセた美脚女子校生!! 喋りかけられても、格差があり過ぎて話が全くかみ合わない…。 放課後、何かして遊ぼうという話になってボクがダメ元で言ってみた『王様ゲーム』に唯一反応! 一気に盛り上がりその場でゲーム開始!おもいきって出したエッチな命令にも「ウケる!!」と楽しみだしゲームはエスカレート!だけど想像以上の光景にボクは勃起してしまい…。するとそれを見た都会っ子女子たちは田舎者のボクなんかにムラムラし始めて…!?（11月19日、Hunter）
- 貧乳限定エビ反り絶頂エステ。 豊胸したくてマッサージを受けたら、乳首が敏感になりすぎて潮吹くまで開発されてました。（10月19日、ぐりーんあっぷる）
- タンツボ少女 汚された私でも、愛してくれますか?（10月20日、レイディックス）
- 「また…会えたね」 青春時代二周年記念 未公開撮り下ろし4時間特別版（11月16日、SODクリエイト）
- ドM女子大生変態アナル調教動画記録（12月1日、中嶋興業）
- Anal Device Bondage IX 鉄拘束アナル拷問（12月7日、グローリークエスト）
- 怨恨復讐映像 散々金を使わされた美人キャバ嬢は知らずに突然店を辞めた!途端に音信不通!着信拒否!拉致って辱めた挙句固定バイブしてビデオをとり置き去りにしました。（12月7日、東京スペシャル）
- パンチラ連発!お尻モミモミ! 素人限定! エッチな足ツボマッサージの激痛我慢で目指せ!賞金100万円!オトナの健康診断ゲーム（12月19日、ATOM）
- 激オコぷんぷん! 罵り唾吐きツンデレ少女（12月20日、レディックス）
- SODファン大感謝祭! 歴代専属女優大集合! SODstar2名含む超豪華超人気女優16名と一般募集素人ファンによる夢の大乱交! 1泊2日!総発射数72発 射精無制限 ぜつりんバスツアー 2(※素人男性18名参加)（12月21日、SODクリエイト）
- 童貞喪失フォーラム AV女優の意地悪なスーパーテクニックを射精せずにくぐり抜け『ナマ中出し童貞喪失SEX』できたのは一体誰だ!?（12月21日、サディスティックヴィレッジ）

2018年
- 喰い込みOL股間責め 3（1月1日、中嶋興業）
- SODファン大感謝祭! 裏ぜつりんバスツアー 2 私たちを絶頂させたら敗者復活させてあげる♪ 業界随一の敏感M娘 小谷みのり 永井みひなをイカせまくれ! &本編出演超豪華女優14名の主観Wフェラ×7コーナーも収録!(※素人男性18名参加)（1月11日、SODクリエイト）
- 染み出る おしっこオナニー 2（1月20日、レイディックス）
- ゲロもんじゃ（1月20日、レイディックス）
- ご近所夫婦交換スワッピング! 「お宅の奥様、今うちの旦那と浮気してますよ」と不倫現場を見せつけられ興奮が止まらない隣の人妻とヤッちゃった。（1月25日、SWITCH）
- ケツの穴ず*っと丸見えオナニー（2月20日、レイディックス）
- 同窓会で会った初恋の女は人妻になっていた 5 旦那と上手くいっていないのか彼女いない歴28年の僕のチ○コを机の下で握りしめて放さない。みんなの目を盗んで店内でヤッちゃった!（2月22日、SWITCH）
- 近親性交 父に何度も犯され続ける娘の近親相姦映像（2月23日、I.B.WORKS）
- 女子大生新歓コンパ居酒屋 女子の酒に睡眠薬を入れたらバッタバッタ倒れて大変なことになったついでにチャンスとばかりに猥褻を楽しんだオレたちwww（2月25日、レッド）
- 自画撮り肛門かきまぜアナニー（3月1日、グローリークエスト）
- 渚野洋子の禁断物語! いけないアブノーマルレズビアンな従姉妹と緊縛プレイ! もうやめられない変態快楽の連続に堕ちてゆく、私…（3月2日、ファインピクチャーズ）
- 黒髪美少女の水中ご奉仕（3月13日、水中美女）
- 変態公衆便所 タンツボ肉便器女（3月15日、グローリークエスト）
- 女体観察 BGMや男性の声が一切入っていないヘアヌード映像集（3月20日、レイディックス）
- 「このパンティーもお願いしよーかしら」 宅配洗濯代行で訪問先のお姉さんがいきなり目の前でパンティー脱ぎ始めたら俺どーする?もちろん勃起しちゃうよね♥それ見て興奮したお姉さんがお尻で誘ってきたら俺どーする？もちろんその場で即ヤッちゃうよね!!（3月21日、SWITCH）
- BATTLE トップレストーナメント 3rd 一回戦第二試合（3月23日、バトル）
- 2穴中出し浣腸痴漢（3月25日、ナチュラルハイ）
- 新 女性用スポーツウェア着用シゴキ!! 2（4月6日、スパンデックスラブ）
- 飲尿ボーイズ タンツボ便器になりたいM男たち（4月20日、レイディックス）

### VR
- ハズレ無し風俗店 〜小悪魔美少女の優しい痴女責め〜（2017年6月16日、CASANOVA）
- えっちなあのコと夢の世界（2017年7月14日、CASANOVA）
- 生中出し 即ハメ パイパン美マンにデカチン挿入!（2017年9月30日、ブイワンVR）
- ラブイチャVR彼女 いっぱいエッチしようね（2017年11月11日、ブイワンVR）
- VR長尺!倒錯レズビアン3本立て! 緊縛調教で快楽に目覚めていく着エロアイドル渚野洋子!目眩く連続絶頂に私、変態になってしまいました…（2018年3月26日、ファインピクチャーズ）

### イメージDVD
- 月野代わって、お仕置きよ!（2017年6月13日、INTEC Inc）